# Dio Hagar
Nella mitologia araba pre-islamica, Dio Hagar era un dio sabeo: il suo nome veniva tradotto come "colui che preserva".
Alcuni studiosi hanno tuttavia fatto rilevare una relazione con il termine "pietra", in ragione di un altro epiteto del dio che è "rosso", qualità che nella mitologia araba pre-islamica viene associata alla pietra.